# 사슬형 충돌구

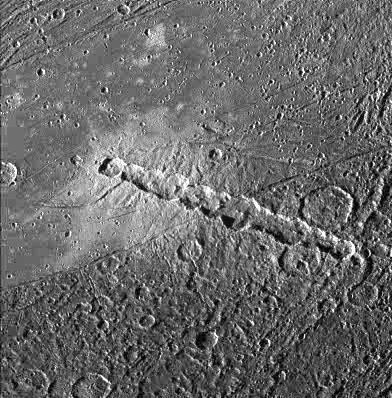
가니메데에 있는 길이 161 km의 엔키 카테나로, 분열한 혜성이 충돌하며 생겨난 것으로 추정하고 있다.

사슬형 충돌구(Crater chain)는 천체 표면에 충돌구가 늘어선 모양의 지형을 가리키는 용어로, 국제천문연맹에서는 카테나(라틴어: catena)라는 용어를 지정하여 사용하고 있다.
사슬형 충돌구 대부분은 천체가 조석력을 받아 비슷한 궤도를 도는 여러 천체로 분해되어 생기는 것으로 추정하고 있으며, 실제 이와 같은 원리로 1994년 목성에 슈메이커-레비 9 혜성이 충돌하기도 하였다. 보이저 탐사선은 목성계 탐사 당시 칼리스토에서 사슬형 충돌구 13개, 가니메데에서 3개를 찾았으며, 이후 2차 충돌구로 확인된 지형을 제외한 결과, 1996년 기준 공식적으로 사슬형 충돌구는 칼리스토에 8개, 가니메데에 3개가 있다.
화성에 있는 사슬형 충돌구는 지구와 연관이 있는, 근처에서 연속해 생긴 함몰 분화구로 보고 있다.
달에 있는 사슬형 충돌구는 큰 충돌구에서 떨어져 나온 2차 충돌구이거나, 협곡을 따라 화산 활동이 일어나며 생겨난 것으로 추정하고 있다.

## 같이 보기
- 가니메데의 사슬형 충돌구 목록
- 칼리스토의 사슬형 충돌구 목록